# اندرسون، بخش ایرون، ویسکانسین
اندرسون، بخش ایرون، ویسکانسین (به انگلیسی: Anderson, Iron County, Wisconsin) یک منطقهٔ مسکونی در ایالات متحده آمریکا است که در ویسکانسین واقع شده‌است.

## خصوصیات
اندرسون ۲۱۶٫۵ کیلومترمربع مساحت و ۶۱ نفر جمعیت دارد و ۵۲۶ متر بالاتر از سطح دریا واقع شده‌است.